# Balet

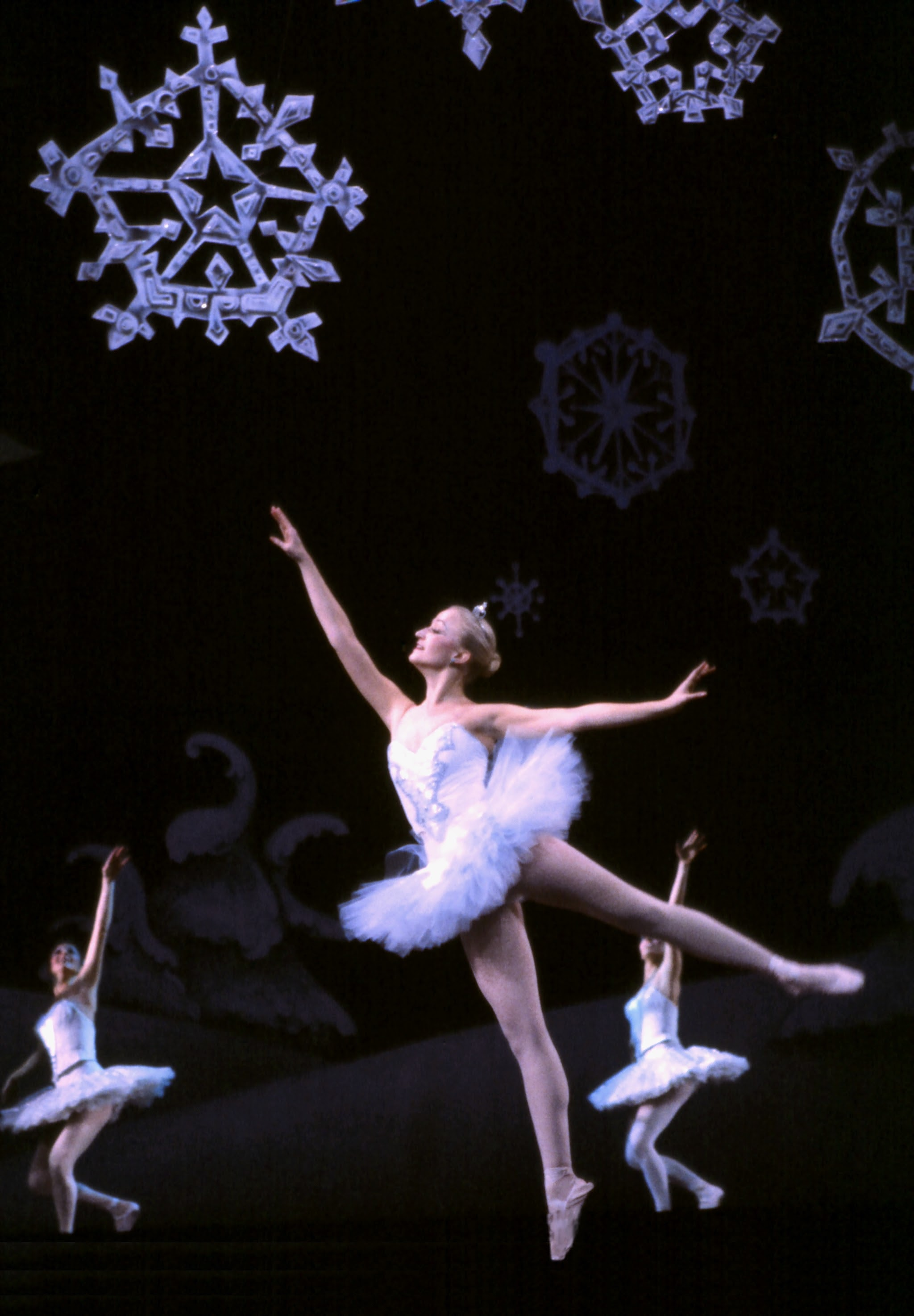
Balet „Dziadek do orzechów”

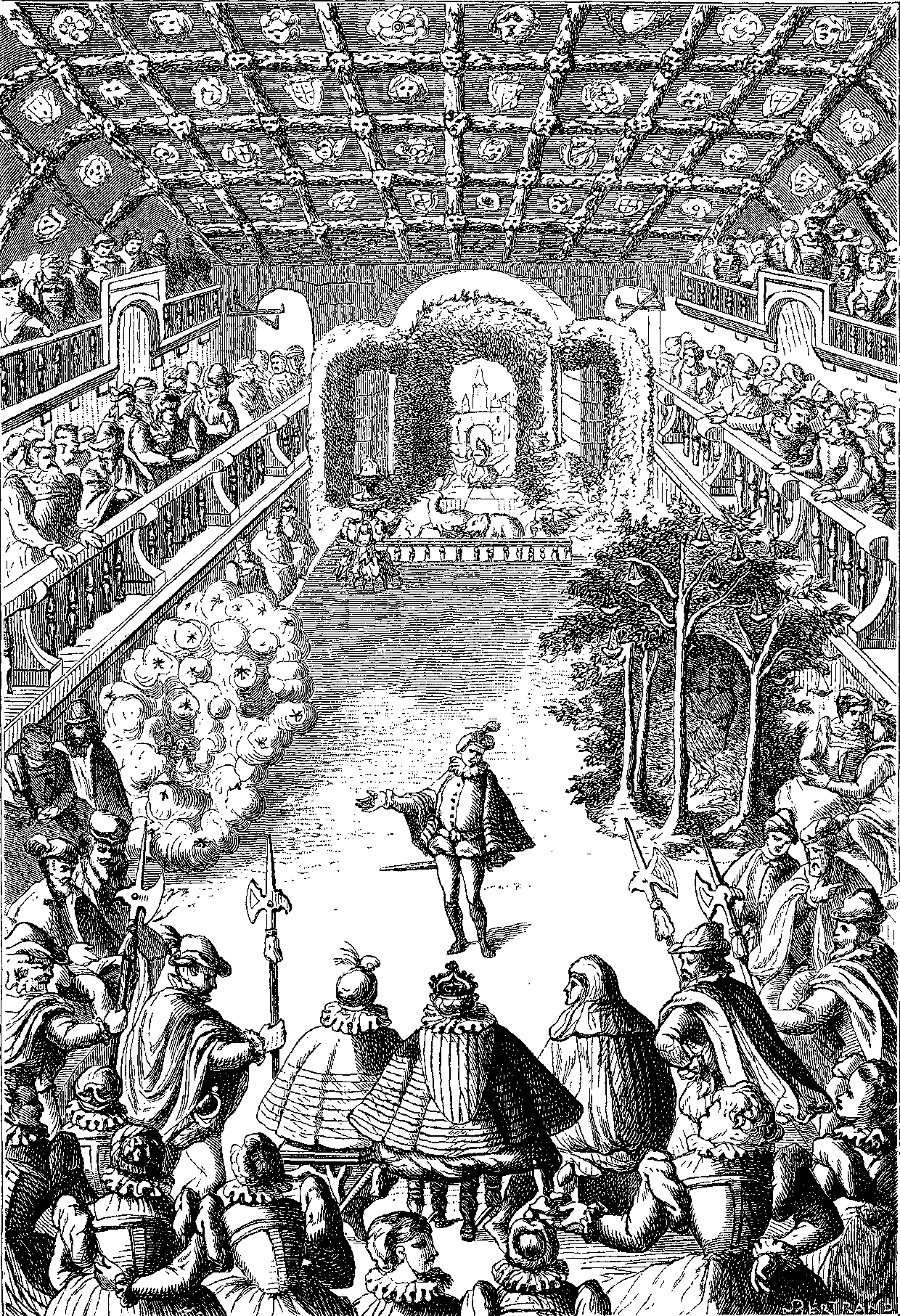
Przedstawienie baletu przed Henrykiem III w Luwrze

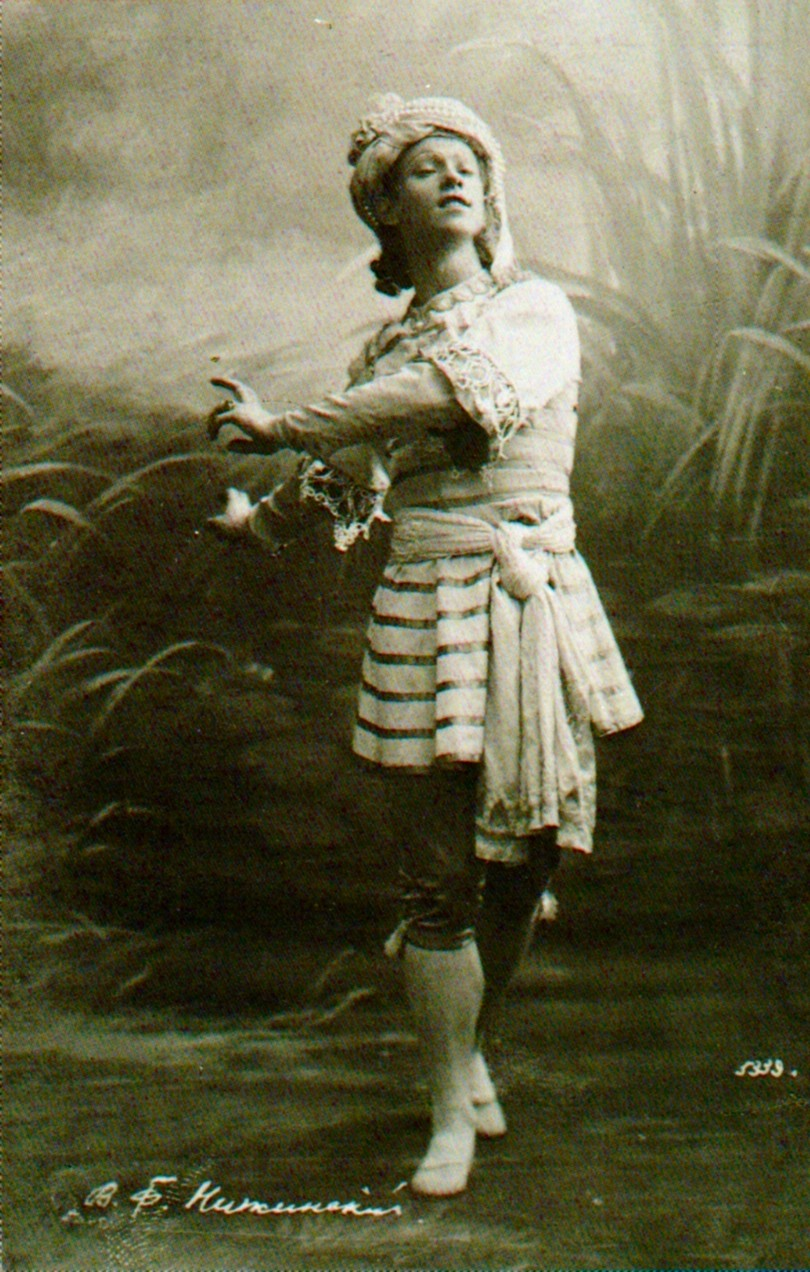
Wacław Niżyński w Talizmanie, 1909

Termin balet (z fr. ballet, a to z wł. balletto zdrobnienie od ballo „taniec”) ma kilka powiązanych z sobą znaczeń:
- rodzaj widowiska teatralnego, w którym głównym środkiem wyrazu jest taniec, wykonywany przez tancerzy według choreografii z towarzyszeniem muzyki, na tle dekoracji;
- zespół baletowy (na przykład balet Teatru Wielkiego, od 29 kwietnia 2009 roku Polski Balet Narodowy[1]);
- utwór muzyczny napisany specjalnie dla widowiska baletowego;
- całokształt sztuki baletowej danej epoki lub kraju (na przykład: balet romantyczny, balet polski).

## Historia baletu
Balet powstał z renesansowych maskarad karnawałowych i z triumfów, popularnych we Włoszech, które przerodziły się w widowiska dworskie, złożone z recytacji, śpiewu, muzyki, pantomimy i tańca. Od początku XV w. krystalizował się specyficzny styl włoski, a jego najwybitniejszym przedstawicielem jest Domenico da Piacenza i jego dwaj uczniowie: Antonio Cornazzano i Guglielmo Ebreo. Ten ostatni wydał Rozprawę o sztuce tańca. W 1489 roku w Tortonie odbył się ślub księcia Mediolanu, Galeazzo Viscontiego z Izabellą Aragońską. Z tej okazji Bergonzio di Botta przygotował dla dworu uroczyste interludium oparte na temacie wyprawy Jazona i Argonautów po złote runo. Można uznać to przedstawienie za pierwsze widowisko baletowe.
- Na temat tańca w średniowieczu zobacz: taniec w średniowieczu.
- Na temat tańca w renesansie zobacz: taniec w renesansie.

Na dwór francuski balet zawitał dzięki Katarzynie Medycejskiej. Za pierwsze widowisko baletowe uznaje się wystawione przez nią w 1581 Ballet comique de la Reyne (Komiczny Balet Królowej). Przymiotnik „komiczny” oznaczał wówczas element dramatyczny, rozwijający jeden temat. Reżyserem widowiska był Baltazarino di Belgioioso.
Między XVI a XVII w. balet przybrał formę widowiska o treści mitologicznej, wykonywanego przez dworzan. W XVIII w. powstała opera baletowa, w której przeważały nad partiami śpiewanymi partie tańczone, wykonywane przez zawodowych tancerzy (Marie Camargo, G. i A. Vestris). Przełomową datą w kształtowaniu się baletu zawodowego był rok 1661, kiedy to Ludwik XIV założył Narodową Akademię Muzyki i Tańca. Oderwanie się baletu od opery nastąpiło głównie dzięki działalności J.G. Noverre’a, który w 2 połowie XVIII w. stworzył ballet d’action (balet z akcją). Inni reformatorzy działający we Włoszech (S. Viganò, C. Blasis) ukształtowali podstawy stylu romantycznego.
W 1832 choreograf Filippo Taglioni stworzył pierwszy balet romantyczny Sylfida. Głównym dziełem epoki stał się inny balet, Giselle. Dominował wtedy głównie taniec kobiecy. Za największe primabaleriny epoki uznano: Marię Taglioni, Carlottę Grisi i Fanny Elssler, a za największego tancerza i choreografa Julesa Perrota.
W drugiej połowie XIX wieku nowym centrum sztuki baletowej stała się Rosja. Marius Petipa stworzył tam nowy gatunek – balet-divertissement, klasyczny dziś typ baletu o numerowej budowie, do jakich należą m.in. w jego choreografii: Śpiąca królewna (1890) i Jezioro łabędzie (1895, częściowo, gdyż akty romantyczne, tj. II i IV, są autorstwa Lwa Iwanowa), oba z muzyką Piotra Czajkowskiego.
Przeciw zrutynizowaniu tańca baletowego wystąpiła na początku XX w. Isadora Duncan. Skostniałe schematy tradycyjnego baletu zreformował Michaił Fokin w swych choreografiach Ognistego ptaka i Pietruszki do muzyki I. Strawińskiego, wystawionych przez zespół Ballets Russes. Najwybitniejszymi tancerzami tamtej epoki byli: Matylda Krzesińska, Anna Pawłowa, Tamara Karsawina i Wacław Niżyński – także utalentowany choreograf. W drugiej połowie XX w. duże znaczenie dla rozwoju baletu współczesnego miała twórczość m.in.: G. Balanchine’a, F. Ashtona, J. Cranko, M. Béjarta, K. MacMillana, R. Petit czy J. Neumeiera.